# 超級惡魔人
《惡魔人》（日语：デビルマン、DEVILMAN），是2004年10月9日東映系公開的日本的特摄影片，改編自永井豪的漫画《恶魔人》。兩名主人翁不動明和飛鳥了由雙胞胎伊崎央登和伊崎右典飾演。導演那須博之在電影上映半年後因肝癌去世，本片因此成為他的遺作。

## 故事內容
不動明跟飛鳥了是從小就認識的好朋友，飛鳥從小就是個很完美主義者，任何事情也要做到最後的人，一直是不動的憧憬對象。四年前因為不動的父母雙亡，不動被安排住進牧村家，過著平凡普通的生活。
有一天，飛鳥了的父親飛鳥教授在火山發現一種奇怪的細菌，而建立了實驗室研究，在研究過程中細菌入侵人體細胞導致突變，突變的人變成惡魔，殺死了所有的研究人員。被叫喚過去幫忙的不動和飛鳥各自被細菌入侵，變成了惡魔人安蒙及惡魔撒旦，其他細菌則四散到世界各地侵襲人們。人類因為害怕惡魔，於是開始把身邊疑似是惡魔的人類殺害。
不動看到了人類因為勢弱而無法抵抗惡魔的攻擊，於是站在人類陣線反擊惡魔，卻被害怕他的身份的人類所厭惡。而變成了撒旦的飛鳥則想要不動加入惡魔的陣形，於是處於兩立的二人開始了對決…

## 演員
- 不動明／安蒙：伊崎央登（日语：伊崎央登）
- 飛鳥了 / 撒旦：伊崎右典（日语：伊崎右典）
- 牧村美樹：酒井彩名
- 牧村啓介：宇崎竜童
- 牧村恵美：阿木燿子
- 飛鳥教授：本田博太郎（日语：本田博太郎）
- 死麗濡：富永愛
- 川本巳依子（漫畫版美子）：澀谷飛鳥
- 進：染谷將太
- 新聞主播莫里森：鮑伯·薩普
- 牛久雅夫：仁科克基
- 重森隆夫：大沢樹生（日语：大沢樹生）
- 青山：金山一彦（日语：金山一彦）
- 上田：きたろう（日语：きたろう）
- 佃：鳥肌實
- 沼田：今井雅之（日语：今井雅之）
- 長田：俊藤光利（日语：俊藤光利）
- 人臉龜真因：船木誠勝（日语：船木誠勝）
- 六平：田中鈴之助（日语：田中鈴之助）
- 洋二：川久保拓司
- 實：中山貴将
- 沙織：仲程仁美（日语：仲程仁美）
- 由香：石川佳奈（日语：石川佳奈）
- 美穂：森本ゆうこ（日语：森本ゆうこ）
- 進的父親：小倉一郎（日语：小倉一郎）
- 進的母親：洞口依子（日语：洞口依子）
- 佃的同事：モロ師岡（日语：モロ師岡）、有福正志（日语：有福正志）
- 中學教師：布川敏和（日语：布川敏和）
- 基地裡的惡魔：KONISHIKI
- 牧村家鄰居的中年女人：小林幸子
- 神父：永井豪
- 被槍擊的輪椅男：的場浩司
- 地下鐵乘客：嶋田久作（日语：嶋田久作）

## 與原作不同之處
- 漫畫中惡魔描繪成對人類有可怕的威脅的天敵，而電影中惡魔也存有弱者，除了與人類合體外幾乎沒有其他能力，與人類合體後依然很弱的惡魔也有不少。
- 漫畫中強勢的惡魔如魔王謝儂、魔將軍阿曾及西哥積妮等皆沒有出場，撒旦以下的強者已經是安蒙、妖鳥死麗濡及在人間捕食的人臉龜曾因。
- 漫畫中的不動明在起初已下定決心要成為惡魔人。而電影則是因意外而變成惡魔人，直到中段以自己的意志變身惡魔人保護人類。
- 電影中只有不動和川本巳依子（漫畫版美子）二人是惡魔人。
- 漫畫裡撒旦的真實身份是在最後才公開，在電影中前半部分已表明。
- 漫畫不動變身的話衣服會破碎，電影中變回人類時上衣會不見，但是褲子會完整存在。
- 漫畫裡的撒旦是墮天使變成為大魔神，而電影版他只是眾多惡魔中的其中一人，與其他惡魔不同想要毀滅人類。
- 人臉龜真因吃掉並在背部長出了不動的朋友的臉，在漫畫中是小女孩，於電影中變成了同校的男學生。
- 漫畫中後期裡惡魔們開始互相撕殺，但電影並沒有。
- 漫畫裡嚴肅的台詞，為了電影本身的風格而變改成作噱頭的詼諧台詞。
- 漫畫中有關於惡魔與惡魔人的說明，在電影中幾乎沒有。
- 漫畫中因為不動被發現是惡魔人而令牧村家被襲擊，不過在電影中則是不動為了救美樹和進而逼不得已露出原形，才使得牧村家被襲擊。
- 漫畫中安蒙是惡魔族的勇者，於電影中則被描寫成除了撒旦外最強的惡魔。

## 評價
在電影公開後，無論對於電影本身或是演員幾乎都是一面倒的負面評論。
日本電影評論家前田有一作出了「只有海報可看」、電影只值2分（滿分100分）的評價。
作家山本弘在自己的官方網頁開玩笑說「『惡魔人』是一齣非常值得有意製作電影的人（以反面教材）參考的電影，因為只要看了便能明白什麼是製作娛樂電影時絕對不能犯下的錯誤」、「絕對需要更多人發聲逼迫（製作這種質素的電影）的日本電影界反省」。
前朝日新聞書評委員唐澤俊一把其比喻成「事故」，說是以看熱鬧的心態去看電影。
在第14屆東京Sport電影大獎特別作品獎，審查委員長北野武指「《惡魔人》與《性愛狂想曲》、《西伯利亞超特急》及《北京原人Who are you？》成為（日本）電影史上的四大笨蛋電影。」
同年得到了由週刊文春專門頒發每年最差電影獎的文春樹莓獎第一位，及報知蛇莓獎的最差作品獎、最差男演員獎及最差導演獎。
直到2005年9月為止，日本亞馬遜購物網站的評分當中，311人在售後評分裡有223票投1分（滿分5分），總平均分為1.7分。
而美國網路電影資料庫IMDb中平均得分為4.3分（滿分10分）
評價主要批評兩位男主角伊崎央登及伊崎右典的演技低劣、因為時間關係導致故事支離破碎不明所以、人物的行為無法理解、空間的轉換矛盾（如應該是白天突然變成夜晚、從海邊竟然會走到山中）、妖鳥死麗濡的外觀設計等。
電影公司投資的十億日元製作費，最後卻只得五億日元收入（此為電影院銷售額，因為其中約一半會上配給公司，扣減了宣傳費等經費後再分配給製作公司，所以一日元也沒到手的可能性很高），以大失敗為收場作結。DVD在2005年4月發售，因為初回限定版附送的特典，所以全部售完。
而東映株式會社的股價在電影公開前的十月八日由被看好的440日元，在電影上映後不到三天狂瀉至401日元。到十一月宣佈了《惡魔人》的名次從全國電影排列次序首10位消失後，在十一月二日後，東映的股價有復甦的傾向。可是另一方面，東映動畫的股價在十一月三日起連續三日下跌，迎來了三年又九個月以來的低位水平。

## 獎項
- 2004年度文春樹莓獎第一位[10]
- 2004年第一屆報知蛇莓獎[11]
  - 最差作品獎
  - 最差男演員獎：伊崎央登、伊崎右典
  - 最差導演獎：那須博之
- 第十四屆東京Sport電影獎特別作品獎[12]
- 第四十九屆亞太影展最佳視覺效果獎[13][14]

## 關連項目
- 恶魔人

## 備注
1. ↑  . キネマ旬報 (キネマ旬報社). 2005, (2005年（平成17年）2月下旬号): 152.
2. ↑  . エキサイトニュース. TOCANA: 5. 2014-01-18  [2022-03-13] （日语）.[]
3. ↑  . 超映画批評. 2004  [2015-10-26].
4. ↑  . 山本弘のSF秘密基地. 2004-10  [2015-10-28]. （原始内容存档于2015年10月14日）.
5. ↑  . 東京スポーツ新聞社. 2005-02-06  [2013-12-20]. （原始内容存档于2005年12月4日）.
6. ↑  . amazon.jp.   [2015-10-28]. （原始内容存档于2016-03-04）.
7. ↑  . IMDb.   [2015-10-28]. （原始内容存档于2021-03-08）.
8. ↑  . Yahoo!.   [2015-10-28]. （原始内容存档于2021-01-18）.
9. ↑  . Yahoo!.   [2015-10-28]. （原始内容存档于2021-03-15）.
10. ↑  『週刊文春』2005年1月27日号（文藝春秋）
11. ↑  『體育報知』2004年12月（報知新聞社、讀賣新聞東京本社、讀賣新聞中部支社及體育報知西部本社）
12. ↑  . 東スポWeb.   [2015-10-28]. （原始内容存档于2014-06-14）.
13. ↑  . 大紀元. 2004-09-23  [2015-10-26]. （原始内容存档于2016-03-04）.
14. ↑  . アジアシネマ上映情報. 2004-09-26  [2015-10-27]. （原始内容存档于2016-03-04）.